# Félix Montoya
Pour les articles homonymes, voir Montoya.
Félix Montoya est un footballeur costaricien né le 28 mars 1980 à Guanacaste (province).

## Carrière
- 2001-2004 : AD Municipal Liberia  Costa Rica
- 2004-2006 : Puntarenas FC  Costa Rica
- 2006-????  : CS Herediano  Costa Rica

## Sélections
- 5 sélections et 0 but avec l'équipe du Costa Rica depuis 2007.